# Mitsubishi B4M
Il Mitsubishi B4M era un aerosilurante imbarcato biplano prodotto dall'azienda giapponese Mitsubishi Heavy Industries negli anni trenta e rimasto allo stadio di prototipo.

## Storia del progetto
Nel 1933 la Marina imperiale giapponese faceva ancora affidamento sul Mitsubishi B1M come spina dorsale della sua forza d'attacco imbarcata su portaerei. In quel periodo cominciava ad entrare in servizio lo Yokosuka B3Y, sviluppato in risposta alla specifica 7-Shi dell'aprile 1932. Tuttavia, il nuovo velivolo soffriva già di problemi di affidabilità del motore e altri di vario tipo, e fu considerata la sua sostituzione anticipata. Il B3Y aveva superato la concorrenza dei prodotti  Mitsubishi e Nakajima, ed entrambi questi costruttori furono invitati, insieme a Yokosuka, a presentare un progetto per il successivo concorso 9-Shi nel febbraio 1934.
In risposta a questa nuova specifica la  Mitsubishi presentò un progetto basato sul precedente modello 7-Shi, lo 3MT10, designato internamente Ka-12. Il team di progettisti composto da  Hajime Matsuhara, coadiuvato da Sadahiko Kato e Minoru Hasegawa, scelse, al posto del propulsore V-12 Rolls-Royce Buzzard, il motore radiale sperimentale Mitsubishi 8-Shi meno potente, ma più leggero. Nonostante tale propulsore avesse una potenza prevista di 650 CV (480 kW), sostanzialmente inferiore agli 835 CV (623 kW) del Buzzard, il suo peso molto ridotto consentì al progettista di ridurre  il peso totale dell'aereo di 590 kg (1.300 libbre). Le misure di riduzione del peso includevano l'introduzione di ali in alluminio e la rimozione delle carenature delle ruote. Tali modifiche consentirono di aumentare la velocità massima teorica a 270 chilometri all'ora (170 mph).

## Descrizione tecnica
Il progetto finale del Ka-12 di Matsuhara era un biplano di costruzione composita, con una fusoliera con struttura in legno rivestita in tessuto e l'ala superiore in metallo. L'ala inferiore aveva  forma a gabbiano inverso, considerata utile in caso di ammaraggio di emergenza. Il carrello di atterraggio era triciclo posteriore fisso, con le due ruote principali attaccate all'ala e alla fusoliera tramite due montanti a V. Il propulsore era un motore radiale Mitsubishi 8-shi a 14 cilindri a doppia stella, raffreddati ad aria, erogante la potenza di 650 CV (480 kW). Tale motore poteva azionare un'elica bipala di costruzione lignea o tripala metallica.
Il carrello di atterraggio aveva un'ampia carreggiata per consentire il trasporto di un singolo siluro da 800 kg (1.800 libbre) o il peso equivalente in bombe a caduta libera. I tre membri dell'equipaggio erano seduti in cabine di pilotaggio aperte, e condividevano un totale di tre mitragliatrici da 7,7 mm (0,30 pollici), una fissa in caccia sparante in avanti e due montate su un supposto brandeggiabile sparanti verso poppa.

## Impiego operativo
Il primo prototipo fu completato e volò per la prima volta a Kagamigahara il 25 agosto 1934. L'aereo fu designato B4M1 dalla Marina e fu valutato in competizione dei progetti sia della Nakajima che della Yokosuka. Le prestazioni furono considerate superiori a quelle dell'aereo in servizio, ma il B4M1 risultava instabile e difficile da pilotare. La mancanza di rigidità nell'ala in alluminio causò problemi di vibrazioni e l'aereo non poteva volare in sicurezza alla velocità massima teorica. Un secondo prototipo fu costruito con modifiche al disegno, inclusa una nuova carenatura anteriore per il motore, l'adozione delle carenature per le ruote anteriori del carrello di atterraggio e la sostituzione del pattino di coda con un ruotino, ma queste modifiche non risolsero tutti i problemi. La Marina imperiale per la produzione in serie scelse il concorrente Yokosuka B4Y. Tuttavia, la Mitsubishi ebbe un certo riscontro dal risultato in quanto produsse su licenza 135 esemplari del modello Yokosuka.

## Utilizzatori
Giappone
- Dai-Nippon Teikoku Kaigun Kōkū Hombu